# Ronald Dominique
Ronald Joseph Dominique, né le 9 janvier 1964 à Thibodaux en Louisiane, est un violeur et tueur américain qui a sévi en Louisiane entre 1997 et 2006. Il est surnommé l'« étrangleur des bayous ».

## Biographie
Ronald Dominique est né dans les bayous, à Thibodaux en Louisiane dans une famille de petits blancs pauvres demeurant en dehors de la ville. Il a une sœur aînée. Malgré la précarité de sa jeunesse, Ronald Dominique parvient à terminer l'école secondaire locale avec diplôme en 1983.
Il est considéré comme un élève mélancolique et peu communicatif souffrant de problèmes de poids, ce qui avec son peu d'estime de soi et une santé fragile l'isole encore plus et en fait la cible de moqueries incessantes et de brutalité physique de ses camarades. Il ne fait pas de sport, mais participe toutefois à la chorale de l'école, cependant comme il ne boit pas d'alcool ni ne consomme de drogues, il est considéré comme « ringard » et à part. Après avoir terminé ses études secondaires, il découvre qu'il a des tendances homosexuelles, ce qui augmente son désarroi. Il se rend quand même à quelques reprises dans un bar gay local et le bruit court de son homosexualité, ce qu'il se refuse à admettre.
Ronald Dominique entre à la Nicholls State University pour étudier l'informatique, mais il abandonne dans le courant de l'année 1985. Le 12 juin 1985, il est arrêté pour harcèlement téléphonique à caractère sexuel auprès d'un étudiant et il est condamné à une amende de 75 dollars. Devant gagner sa vie, il enchaîne ensuite les métiers peu qualifiés dont il est parfois renvoyé pour indiscipline. Il quémande souvent de l'argent à sa famille ou des relations, surtout à sa mère et à sa grande sœur et parfois demeure chez l'une ou l'autre. Le 15 mai 1994, il est arrêté pour avoir conduit en état d'ivresse et est condamné à une amende. 
Deux ans plus tard, le 25 août 1996, il est arrêté pour viol sur dénonciation de ses voisins. Selon eux, un jeune homme à moitié dévêtu s'est échappé par la fenêtre de la chambre de Ronald Dominique au domicile de sa sœur chez qui il demeurait alors, en criant que Ronald Dominique avait voulu le violer. Lorsque l'affaire est examinée en novembre suivant, le bureau du procureur est incapable de se prononcer, car la supposée victime dont on ne connaît pas l'identité ne s'est pas fait connaître et l'affaire est close. Le 10 février 2002, Ronald Dominique, âgé de 38 ans, est encore arrêté, cette fois-ci pour avoir agressé une femme pendant le carnaval du Mardi Gras de Terrebonne. Ronald Dominique se défend en déclarant que cette femme avait percuté une poussette d'enfant mise à disposition dans le parking du centre commercial à cause de sa conduite dangereuse. Il s'est ensuivi une dispute entre eux, car il aurait pu être touché et Dominique lui a demandé des excuses. Après que la femme lui a présenté ses excuses, il l'a giflée. L'affaire se termine par un arrangement entre les deux parties et il fait amende honorable. Ne vivant pas en couple, Ronald Dominique assume son homosexualité en passant son temps libre dans les bars gay et il est connu comme fan de la chanteuse noire Patti LaBelle qu'il imite très bien, Cependant les homosexuels du coin le considèrent de haut car il est incapable d'avoir une relation stable ou sérieuse.

## Meurtres
Ronald Dominique commence ses meurtres en juillet 1997 à l'âge de 33 ans. Sa première victime est un jeune homme noir de 19 ans, du nom de David Mitchell, qui faisait de l'auto-stop en revenant d'un anniversaire pour rentrer chez lui. Son corps est retrouvé torse nu et déchaussé le 4 juillet 1997 dans un fossé le long de la route dans un endroit boisé près de St. Charles, deux jours après avoir été vu pour la dernière fois. L'autopsie révèle qu'il y avait de l'eau du fossé dans les poumons de David, pas de trace d'alcool ou de drogue, ni de traces d'agression. L'on conclut à une mort accidentelle par noyade. Cependant, le père de la victime insiste sur le fait que son fils était excellent nageur et qu'il est d'avis qu'il a été tué, car le niveau d'eau était trop bas. De plus le pantalon de David Mitchell était baissé jusqu'aux chevilles.
Les deux crimes suivants de Ronald Dominique se passent aussi à St. Charles: le premier en décembre 1997, lorsqu'il étrangle Gary Pierre, jeune homme noir âgé de 20 ans et qui avait été récemment arrêté pour trafic de drogue. Son corps vêtu est découvert sans traces de violences ni traces de consommation de drogue. Le second assassinat a lieu le 31 juillet 1998, lorsque Ronald Dominique tue Larry Ranson, vagabond toxicomane âgé de 38 ans. C'est sa première victime à avoir eu les membres liés.
Au début du mois d'octobre 1998, Ronald Dominique rencontre Oliver LeBanks, jeune homme noir âgé de 27 ans, à Metairie. Après son arrestation, Dominique a déclaré que LeBanks était toxicomane et qu'il se prostituait pour pouvoir se procurer ses doses. Dominique après une relation sexuelle, l'a battu à mort et étranglé, puis il a jeté son corps aux environs de Metairie où il a été trouvé pieds nus et torse nu le 4 octobre. Les résultats de l'autopsie montrent des traces de sperme. Les proches de LeBanks racontent plus tard qu'il avait repris (après une interruption où il s'était rangé comme employé d'un petit restaurant du vieux carré français) sa vie d'errance d'autrefois après avoir été récemment renvoyé de son travail pour usage de drogues dures,.
Entre octobre 1998 et août 1999, Ronald Dominique commet cinq meurtres dans la paroisse de Jefferson. Il rencontre en octobre 1998 le jeune adolescent noir Joseph Brown âgé de 16 ans à Kenner et l'attire dans sa camionnette sous le prétexte de lui acheter des cailloux de cocaïne. Après en avoir pris ensemble, Ronald Dominique se jette sur l'adolescent, le roue de coups sur la tête avec un objet contondant, puis l'étrangle avec un sac en plastique. Brown, qui était élevé par sa grand-mère, était en période de mise à l'épreuve après avoir été condamné pour trafic et usage de stupéfiants. Un mois plus tard, le jeune Bruce Williams âgé de 18 ans tombe victime de Dominique dans des circonstances similaires. En mai 1999, Ronald Dominique tourne autour de Kenner lorsqu'il rencontre Manuel Reed, âgé de 21 ans, qui lui propose de lui vendre de la drogue. Le sadique le fait monter dans sa camionnette, le viole et l'étrangle, puis jette son corps dans un marécage près de la zone industrielle à un kilomètre environ où l'on a découvert le corps de Brown. Comme pour LeBanks, la police scientifique trouve des traces de sperme appartenant à un homme inconnu. Un mois plus tard, Dominique tue sauvagement un SDF de 21 ans, Angel Mejia, qui avait eu des condamnations concernant des affaires de drogue. Le tueur veut d'abord jeter son corps dans un container à  poubelles, mais constatant qu'il est plein l'abandonne sur la route. La police scientifique constate qu'il était sous l'emprise de la drogue avant sa disparition prématurée et qu'il avait été attaché par une corde. L'enquête établit un lien entre les assassinats de Mejia, Brown et Pierre qui habitaient dans le même secteur et se connaissaient. Ronald Dominique rencontre ensuite fin août un toxicomane de 34 ans, Mitchell Johnson, et cette fois c'est le meurtrier qui lui propose de la drogue en échange de faveurs sexuelles. Il emmène ensuite Johnson dans la forêt près forêt de Metairie, l'attache avec des cordes, le viole et l'étrangle. Le corps entièrement nu de Johnson est découvert le 1er septembre avec des traces indiquant qu'il avait été ligoté.
En janvier 2000, Dominique fait une nouvelle victime, Michael Vincent, noir âgé de 23 ans, à Lafourche. Au début d'octobre 2000, il fait la connaissance de Kenneth Randolph Jr., jeune noir âgé de 20 ans, qui avait été condamné trois fois pour avoir molesté des enfants et qui habitait près de chez Ronald Dominique qui a alors élu domicile dans une caravane. Un jour, Ronald Dominique attire Randolph dans sa caravane, en lui disant qu'une fille voulait avoir des relations sexuelles avec lui là-bas. Il l'attaque, l'attache, le viole et l'étrangle. Il abandonne son corps dans un champ où on le retrouve le 6 octobre partiellement dévêtu avec des marques de liens. Le 12 octobre 2002, Ronald Dominique rencontre tard dans la soirée Anoka Jones, âgé de 26 ans, un petit délinquant à la peine financièrement, qui traîne dans la rue à Houma. Il l'attaque, le ligote, le viole et l'étrangle, puis il abandonne son corps dans un passage souterrain, où il est trouvé quelques heures plus tard. À cette époque Ronald Dominique habite chez sa sœur à Bayou Blue, commune rurale de 32 000 habitants, dont la plupart sont Cajuns. Il trouve là-bas un emploi en tant que spécialiste qui vérifie les niveaux d'électricité à une alimentation électrique locale, grâce auquel il peut se déplacer périodiquement dans les zones reculées de la commune.
c'est ainsi que Ronald Dominique tue le jeune noir Datrell Woods, âgé de 19 ans, et qu'il jette son corps et sa bicyclette dans un champ de roseaux. Son cadavre décomposé et partiellement dénudé ne sera découvert que le 24 mai 2003. sa mort est causée par asphyxie et jusqu'à l'arrestation de Ronald Dominique la police considère qu'il s'agit d'une mort accidentelle d'autant plus que le garçon souffrait d'asthme. En octobre 2004, Dominique rencontre Larry Matthews, âgé de 46 ans, toxicomane et petit trafiquant de drogue à l'occasion. Il l'emmène chez lui avec la promesse de lui procurer de la drogue; mais après en avoir consommé, Matthews perd connaissance à la limite de l'overdose. Ronald Dominique le viole et l'étrangle, puis se débarrasse de son cadavre à une vingtaine de kilomètres plus loin. Personne ne prête attention à la disparition de Matthews, car il était sans domicile fixe et son identité ne sera établie plus tard que grâce à ses empreintes digitales. La victime suivante du tueur en série est Michael Barnett, âgé de 21 ans, dont le corps est découvert le 24 octobre 2004. C'est le premier jeune homme blanc à être tué par Dominique ce qui marque un changement de profil dans ses victimes.
Quelques jours après l'assassinat de Watkins, Ronald Dominique tue un deuxième jeune homme blanc, Kurt Cunnigham, âgé de 23 ans, dans des conditions similaires. Ce même été, il répète deux fois ses atrocités, tuant Alonzo Hogan, noir âgé de 28 ans et souffrant de légers problèmes mentaux, à St. Charles; puis un adolescent de 17 ans du nom de Wayne Smith à Terrebonne, après les avoir attirés sous le prétexte de leur promettre une rencontre sexuelle avec une de ses prétendues amies. Contrairement à la plupart de ses victimes, les deux ne sont pas connus pour affaires de drogue ou de délinquance. Hogan est jeté dans un canal où il est découvert décomposé quelques jours plus tard.
En septembre 2005, Dominique tue Chris Deville,  âgé de 40 ans et ayant des problèmes de drogue, qui faisait de l'auto-stop à la sortie de Napoleonville après les dévastations causées par l'ouragan Katrina. Le tueur jette son corps dans un champ de canne à sucre où il est dévoré par les rongeurs les semaines qui suivent. Le squelette est découvert à la fin d'octobre et identifié par ses proches uniquement grâce à sa carte d'identité et à des affaires personnelles laissées à côté.
À la fin du mois de novembre, Dominique assassine un autre jeune homme blanc, Nicholas Pellegrin âgé de 21 ans, toxicomane de Lafourche. pendant l'enquête, la famille de Pellegrin indique à la police que peu avant sa mort, celui-ci avait emprunté 400 dollars à des trafiquants de drogue locaux et qu'il avait manqué la date de remboursement et que donc il avait commencé à recevoir des menaces de mort. C'est pourquoi, avant la capture de Dominique, la police conclut de manière erronée à une affaire de règlement de comptes entre dealers.
La dernière victime confirmée du sadique est Christopher Sutterfield, âgé de 27 ans. Comme la plupart de ses victimes, Sutterfield avait un casier judiciaire bien rempli, avec des condamnations pour vol, possession de stupéfiants, délinquance juvénile, violation de l'ordre public, agression aggravée pour lesquelles il a fait deux ans de prison et ensuite est devenu sans domicile fixe. Bisexuel, Sutterfield qui demeurait dans un motel de Thibodaux avait rencontré plusieurs fois Ronald Dominique au cours de l'été 2006, et ils avaient commencé une liaison. Le 14 octobre 2006, alors qu'ils ont un rendez-vous à Iberville, Dominique frappe le jeune homme à la tête avec un objet contondant, ce qui lui fait perdre connaissance. Après la découverte du corps, la police interroge les proches et des relations de la victime, qui tous indiquent qu'ils ont vu Sutterfield en compagnie d'un homme blanc conduisant un SUV noir, mais qu'ils sont incapables de donner des détails plus précis sur son apparence,.

## Enquête

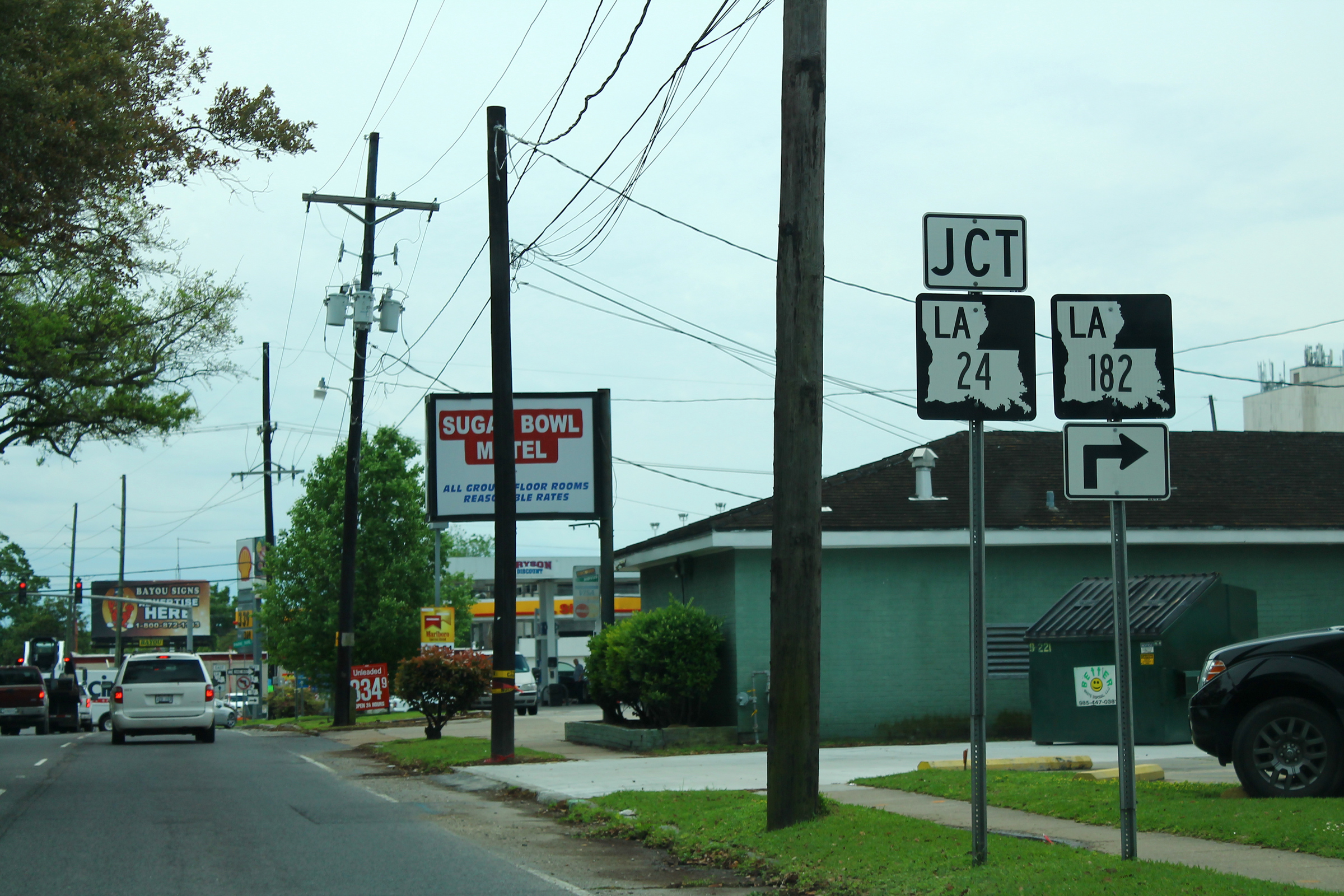
Vue de Houma.

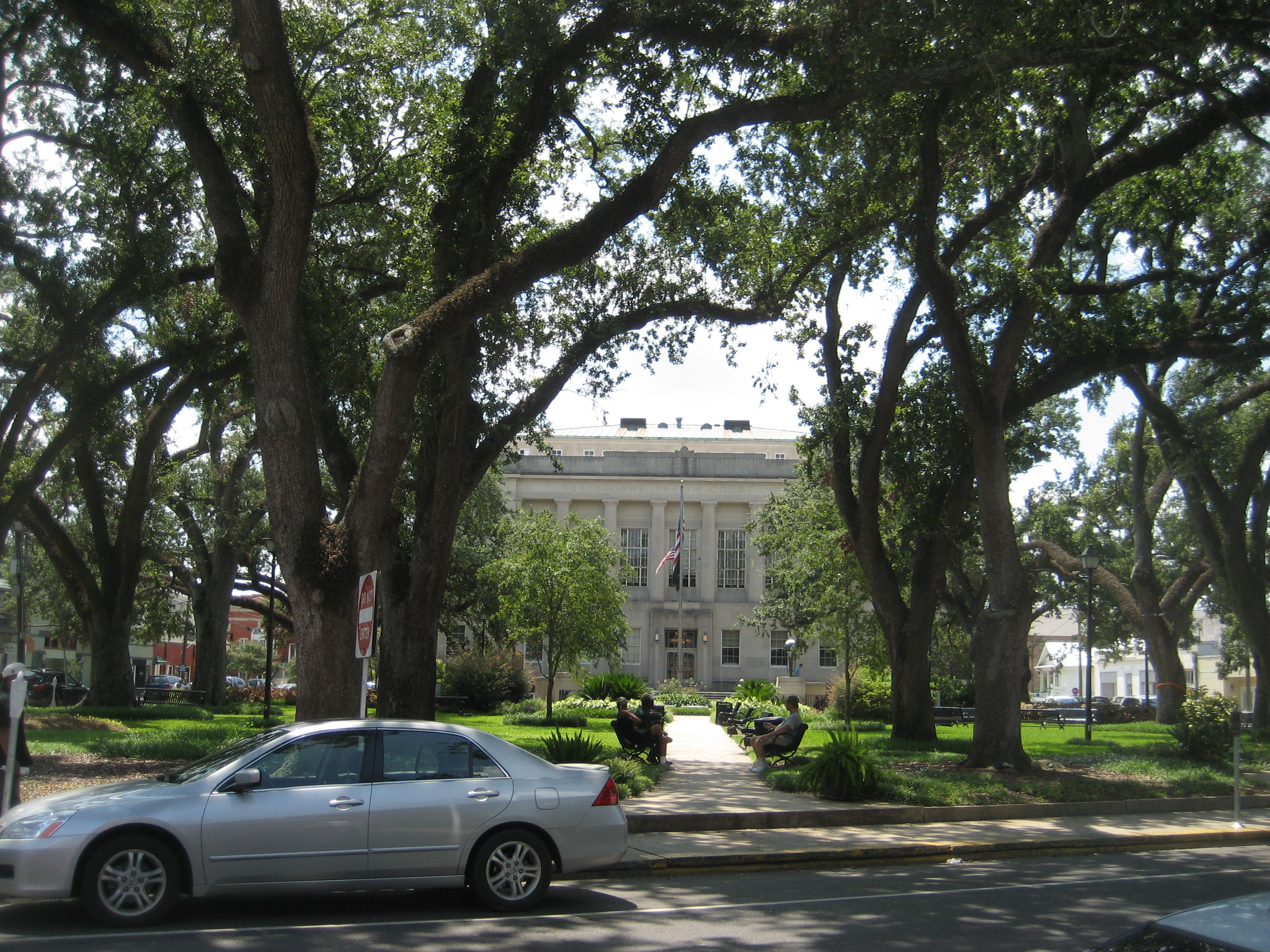
Tribunal de la paroisse Terrebonne à Houma.

En novembre 2006, Ronald Dominique « tombe dans les radars » de la police après que Ricky Wallace, marginal et ancien détenu habitant de Bayou Blue, fait une déposition selon laquelle Dominique l'a attiré dans son camping car (qui était installé dans le jardin de la maison de sa sœur) un soir pendant l'été 2006 sous le prétexte de lui offrir de la drogue et de lui arranger un rendez-vous sexuel avec une fille. Lorsque Wallace est entré dans la caravane, d'après sa déposition, Ronald Dominique lui a dit que la fille en question aimait beaucoup les jeux sexuels SM et bondage et il proposa à Wallace de le ligoter pour lui montrer comment elle faisait. Wallace refusa de se laisser faire et Dominique le laissa partir. La déposition de Wallace n'est pas prise en compte sérieusement par la police au début car Wallace était un toxicomane qui avait l'habitude de mentir souvent à la police; mais finalement, la police décide de se pencher sur le problème. Ronald Dominique est convoqué au commissariat pour répondre à certaines questions et pour donner un échantillon de sang, ce qu'il accepte.
La semaine suivante, le résultat du test ADN de Ronald Dominique s'avère correspondre avec le profil du tueur que l'on n'avait pu identifier et qui avait laissé des traces de sperme sur les corps d'Oliver LeBanks et de Manuel Reed. Dominique est arrêté le 1er décembre 2006 dans un foyer d'accueil pour SDF à Houma dépendant de Terrebonne. Il déclare aussitôt qu'il savait qu'il serait bientôt arrêté, ce pourquoi il était parti de chez sa sœur pour lui éviter des problèmes et qu'il s'était retrouvé dans ce foyer,.
Arrivé au commissariat pour se voir signifier son acte d'accusation, Ronald Dominique exprime tout de suite le désir de coopérer avec la police: il avoue vingt-trois meurtres qu'il décrit longuement en détails, dont certains ne sont connus que de la police,. De nouvelles accusations sont donc formulées contre le tueur des bayous; mais il persiste à refuser de se considérer coupable des attaques. Il déclare que la plupart de ses victimes, qui étaient toxicomanes et prostitués, avaient accepté de se faire ligoter ou bâillonner comme dans un jeu sexuel consenti en échange d'argent. Si la victime potentielle refusait de se prêter à ces jeux, il la laissait partir sans essayer de lui nuire,.
Concernant le mobile, Dominique déclare qu'il voulait se débarrasser de tout témoin, pour ne pas retourner en prison. Son arrestation après l'affaire de viol de 1996 l'avait selon lui profondément marqué et il se trouvait depuis dans un état de stress permanent et commençait même à montrer des symptômes de désordre mental.

## Arrestation et incarcération
Ronald Dominique est arrêté le 1er décembre 2006. Il confesse avoir tué 23 hommes ou jeunes gens (dont 18 noirs et 5 blancs) âgés de 16 à 46 ans durant une période de dix ans.

## Liste des victimes connues
| Identité                | Age | Date de découverte | Lieu de découverte             |
| David Mitchell          | 19  | Juillet 1997       | Paroisse de Saint-Charles      |
| Gary Pierre             | 20  | Décembre 1997      | Paroisse de Saint-Charles      |
| Larry Ranson            | 38  | Juillet 1998       | Paroisse de Saint-Charles      |
| Oliver LeBanks          | 27  | Octobre 1998       | Metarie, Paroisse de Jefferson |
| Joseph Brown            | 16  | Octobre 1998       | Kenner, Paroisse de Jefferson  |
| Bruce Williams          | 18  | Novembre 1998      | Paroisse de Jefferson          |
| Manuel Reed             | 21  | Mai 1999           | Kenner, Paroisse de Jefferson  |
| Angel Mejia             | 34  | Juin 1999          | Kenner, Paroisse de Jefferson  |
| Mitchell Johnson        | 34  | Août 1999          | Metarie, Paroisse de Jefferson |
| Michael Vincent         | 23  | Janvier 2000       | Paroisse de La Fourche         |
| Kenneth Randolph        | 20  | Octobre 2002       | Paroisse de La Fourche         |
| Anoka Jones             | 26  | Octobre 2002       | Paroisse de Saint-Charles      |
| Datrell Woods           | 19  | Mai 2003           | Paroisse de Terrebonne         |
| Larry Matthews          | 46  | Octobre 2004       | Paroisse de Terrebonne         |
| Michael Barnett         | 21  | Octobre 2004       | Paroisse de Terrebonne         |
| Leon Lirette            | 22  | Février 2005       | Paroisse de Terrebonne         |
| August Watkins          | 31  | Avril 2005         | Paroisse de La Fourche         |
| Kurt Cunningham         | 23  | Avril 2005         | Paroisse de La Fourche         |
| Alonzo Hogan            | 28  | Juillet 2005       | Paroisse de Saint-Charles      |
| Wayne Smith             | 17  | Août 2005          | Paroisse de Terrebonne         |
| Chris Deville           | 40  | Septembre 2005     | Paroisse de l'Assomption       |
| Nicholas Pellegrin      | 21  | Novembre 2005      | Paroisse de La Fourche         |
| Christopher Sutterfield | 27  | Octobre 2006       | Paroisse d'Iberville           |

## Procès et condamnation
Le 23 septembre 2008 Ronald Dominique, 44 ans, 127 kilos pour 1,71 m, est condamné huit fois à la prison à vie sans possibilité de libération conditionnelle. Il est incarcéré au pénitencier d'État de Louisiane, à Angola.

## Filmographie
- (en), Bayou Blue, film documentaire, 2011.